# Pär Lindström
Pär Arne Lindström (* 29. Oktober 1970 in Linköping) ist ein ehemaliger schwedischer Schwimmer. Bei Europameisterschaften auf der 25-Meter-Bahn erschwamm er drei Goldmedaillen.

## Karriere
Lindström startete in Schweden für Katrineholms Simsällskap. Während seines Studiums an der University of California, Berkeley bis 1993 schwamm er für deren Sportteam. Lindström machte später seinen MBA an der Harvard University und begann eine Laufbahn im Investmentbereich.
Bei den Olympischen Spielen 1992 in Barcelona erreichte Lindström das B-Finale über 50 Meter Freistil und wurde zeitgleich mit dem Deutschen Mark Pinger Dritter. Damit belegten beide den elften Platz in der Gesamtwertung.
Von 1991 bis 1994 wurden viermal Sprinteuropameisterschaften auf der 25-Meter-Bahn ausgetragen. 1992 in Espoo, 1993 in Gateshead und 1994 in Stavanger gehörte Pär Lindström zur siegreichen 4-mal-50-Meter-Freistilstaffel.
1996 bei den Olympischen Spielen in Atlanta trat Lindström erneut über 50 Meter Freistil an, schwamm aber in den Vorläufen nur die 33. Zeit unter 64 Teilnehmern.